# Sauris trifasciaria
Sauris trifasciaria là một loài bướm đêm trong họ Geometridae.